# Mezaourou
Mezaourou (en arabe : مزاورو, en berbère : ⵎⵣⴰⵡⴰⵔⵓ ) est une commune de la wilaya de Sidi Bel Abbès en Algérie.

## Toponymie
Le nom du lieu est un toponyme d'origine berbère, il se rapporte à la racine berbère [ZWR]. Le sens du nom du lieu serait donc : "le grand ancêtre", probablement en se référent à un saint marabout.

## Géographie
Mezaouarou est une localité qui se situe à 54 km au Sud de la ville de Sidi Bel Abbès.
| Sidi Ali Benyoub | Sidi Ali Benyoub | Benachiba Chelia |
| Moulay Slissen   | Mezaourou        | Teghalimet       |
| El Haçaiba       | Aïn Tindamine    | Telagh           |

Lieux-dits, hameaux, et quartiers
- Mezaourou
- Dhayat Khelifa Houaoura
- Morsott

## Histoire
Mezaouarou portait le nom de Rochambeau pendant la colonisation française. Elle a retrouvé son nom berbère original après l'indépendance de l'Algérie.

## Population
En 2008, la commune comptait 6 870 habitants.